# François Cluzel
François Cluzel, es un Contraalmirante francés. Cluzel se desempeñó principalmente en la comandancia de la Fuerza de Tareas Naval Francesa (TF 473) desplegada en el Océano Índico con el objeto de impedir la huida del líder saudí de la Organización terrorista Al Qaeda Osama Bin Laden en la denominada guerra de Afganistán, esta operación militar llevó el nombre de Misión Heracles. 

## Trayectoria
Formó parte del contingente que llevó a cabo un viaje de ejercicios a la India con una flota francesa que comprendió los buques como el portaaviones  Foch (R 99), el destructor Duquesne, la nave Meuse, buques antisubmarinos Tourville y de reparación naval Jules Verne, estos zarparon desde Toulon el 15 de enero. Se realizaron ejercicios combinados con los Emiratos Árabes Unidos. Después de eso emprendieron viaje a Arabia Saudita.
Con respecto a la cuestión de Irak, Cluzel dijo a la prensa que Francia se oponía a cualquier acción militar contra Irak si se llevase a cabo, que sería poco probable que sea parte de la coalición que invadiría Irak.

### Misión Heracles

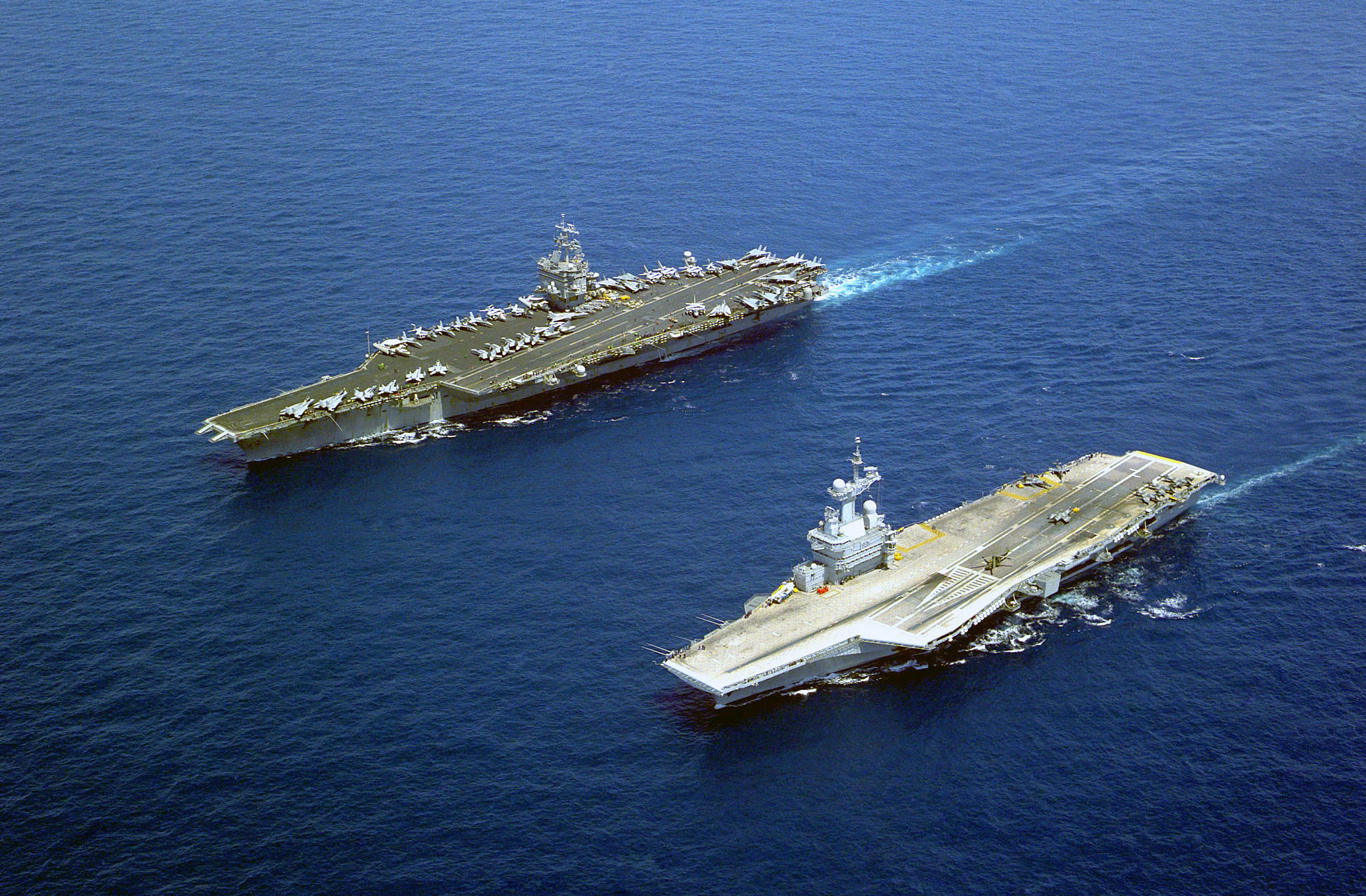
(a la derecha) y, el primer portaaviones nuclear francés y el primero norteamericano.

El grupo aeronaval estuvo integrado por el portaaviones  Charles de Gaulle (R 91) y sus 20 aviones, y otras unidades navales que lo escoltaron. En total fueron unos 2700 hombres, de los cuales 1900 formaban parte de las tropas. Este portaaviones francés participó conjuntamente con el estadounidense USS Enterprise.